# Зоар, Мики
Махлуф «Мики» Зоар (ивр. מַכְלוּף "מִיקִי" זוֹהַר‎, род. 28 марта 1980, Кирьят-Гат, Южный округ) — израильский политический и государственный деятель. Он занимает должность министра культуры и спорта в тридцать седьмом правительстве Израиля. Ранее Зоар был депутатом Кнессета от «Ликуда» и председателем «Глобального Ликуда».

## Биография
Мики Зоар родился в Беэр-Шеве и вырос в Кирьят-Гате. Его отец Эли был иммигрантом из Марокко, а мать Дина была из Туниса. Зоар служил в Армии обороны Израиля и дослужился до звания сержанта. Затем он изучал право, получив степень бакалавра права в Колледже права и бизнеса и степень магистра в Университете Бар-Илан, и работал в сфере недвижимости. Зоар женат на Ямите, у него четверо детей.

## Политическая карьера
В 2005 году Зоар был избран в городской совет Кирьят-Гата. В 2013 году он был избран главой списка «Ликуд» Кирьят-Гата и стал заместителем мэра. Перед выборами в Кнессет 2015 года он занимал двадцать второе место в списке «Ликуда», место, зарезервированное для кандидата от района Негев. Он был избран в Кнессет, поскольку «Ликуд» получил 30 мест. Он был переизбран в апреле 2019 года, заняв двадцать шестое место в партийном списке. Он был переизбран на последующих выборах в сентябре 2019 года и марте 2020 года, занимая пост заместителя спикера Кнессета и руководителя коалиции с мая 2020 года по апрель 2021 года. После переизбрания в марте 2021 года он возглавлял Организационный комитет с апреля по май 2021 года.
29 декабря 2022 года Зоар стал министром культуры и спорта. Он ушёл из Кнессета 6 января 2023 года в соответствии с норвежским законом.

## Взгляды и мнения
Зоар – сторонник соблюдения шаббата. Он подал законопроект, который запрещает принуждение владельцев бизнеса работать по субботам. Кроме того, владельцы бизнеса смогут подать иск о возмещении ущерба лицам, нарушившим шаббат и нанёсшим им финансовый ущерб. Зоар заявил в радиоинтервью ультраортодоксальной еврейской станции, что «любой, кто не верит в Бога, заблуждается».
Зоар поддержал создание нового израильского национального праздника Йом ха-Алия (ивр. יום העלייה‎, День алии), который будет отмечаться ежегодно десятого числа еврейского месяца нисана (ивр. י’ ניסן‎). 21 июня 2016 года Кнессет проголосовал за включение Йом ха-Алия в национальный календарь. Законопроект о Йом ха-Алия был поддержан депутатами Кнессета от разных партий, что является редким примером сотрудничества всего политического спектра. День, выбранный для Йом ха-Алия, согласно библейскому повествованию, — это день, когда Иисус Навин и израильтяне пересекли реку Иордан в Галгале и вошли в Землю Обетованную. Таким образом, это была первая задокументированная «массовая алия».
В июне 2018 года в ходе радиодебатов он заявил, что «вся еврейская раса является высшим человеческим капиталом, самым умным, самым понимающим». 
В ноябре 2018 года Зоар представил законопроект в пользу замены поставок живых животных импортом охлаждённого мяса после сообщений, раскрывающих широко распространённое жестокое обращение с животными и проблемы со здоровьем, связанные с поставками живых животных.
Во время пандемии COVID-19 Зоар подвергся резкой критике за его действия и слова в адрес министра финансов Исраэля Каца, Ифат Шаши-Битон, главы комитета Кнессета по COVID-19, и профессора Ронни Гамзу, назначенного самим Нетаньяху. Его также раскритиковали, обвинив в кумовстве и фаворитизме, когда он выступал за проведение частных свадеб и собраний, в то время как члены его семьи владеют заведениями такого типа.